# Jupp Flohr

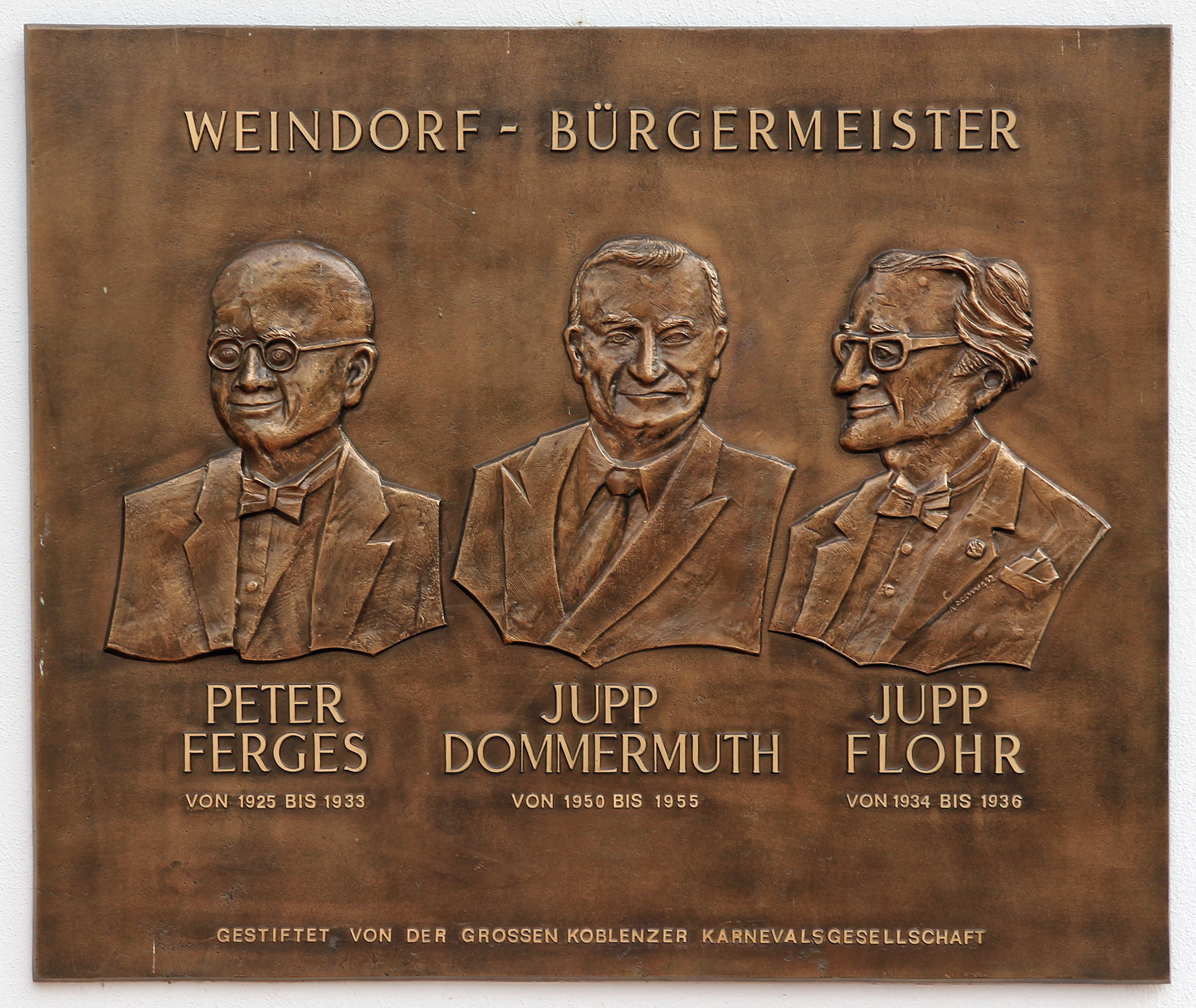
Jupp Flohr (rechts) auf einer Tafel mit den Weindorf-Bürgermeister

Josef „Jupp“ Flohr (* 13. Februar 1904 in Koblenz; † 19. November 1958 ebenda) war ein deutscher Karnevalist, Mundartdichter und Schauspieler.

## Leben und Beruf
Jupp Flohr wuchs im Elternhaus in der Görgenstraße in Koblenz auf, das bei den Luftangriffen auf Koblenz völlig zerstört wurde. Sein Vater betrieb eine Bäckerei und so erlernte auch er das Bäckerhandwerk.
Flohr war einer der herausragenden Persönlichkeiten im Koblenzer Karneval und 1930–1939 Präsident der „Großen Koblenzer Karnevalsgesellschaft“. Er war maßgeblich daran beteiligt, dass 1934 zum ersten Mal nach dem Ersten Weltkrieg wieder ein Rosenmontagsumzug in Koblenz stattfand. 1939 war er als „Jupp dä Flohribus“ Prinz Karneval. 1948 verfasste er den heute noch in Koblenzer Karnevalssitzungen gespielten und gesungenen Büttenmarsch “Mir Kowelenzer Bärjerschleit” (Wir Koblenzer Bürgersleut’). Von 1934 bis 1936 war Flohr Bürgermeister des Weindorfs.
Der Pflege der Koblenzer Mundart war Flohr besonders verbunden und schrieb einige Bücher in Mundart und in Hochdeutsch. Sein berühmtestes Mundartgedicht ist „Mei Järjegass“ (Meine Görgengasse). Er setzte sich für den Bau des 1941 eingeweihten Schängelbrunnens ein. Als Conférencier unternahm er Gastspielreisen in ganz Deutschland und nahm Schallplatten auf, in denen er den Rhein und den Wein besang.
Auch als Schauspieler war Flohr tätig und stand u. a. mit Heinz Rühmann vor der Kamera. Nach dem Zweiten Weltkrieg war er auch im Fernsehen zu sehen.

## Filmografie
- 1941: Familienanschluß
- 1952: Der fröhliche Weinberg
- 1955: Die Wirtin an der Lahn
- 1956: Das Sonntagskind
- 1957: Einmal eine große Dame sein
- 1958: Der Schinderhannes